# Affaire de Louvain

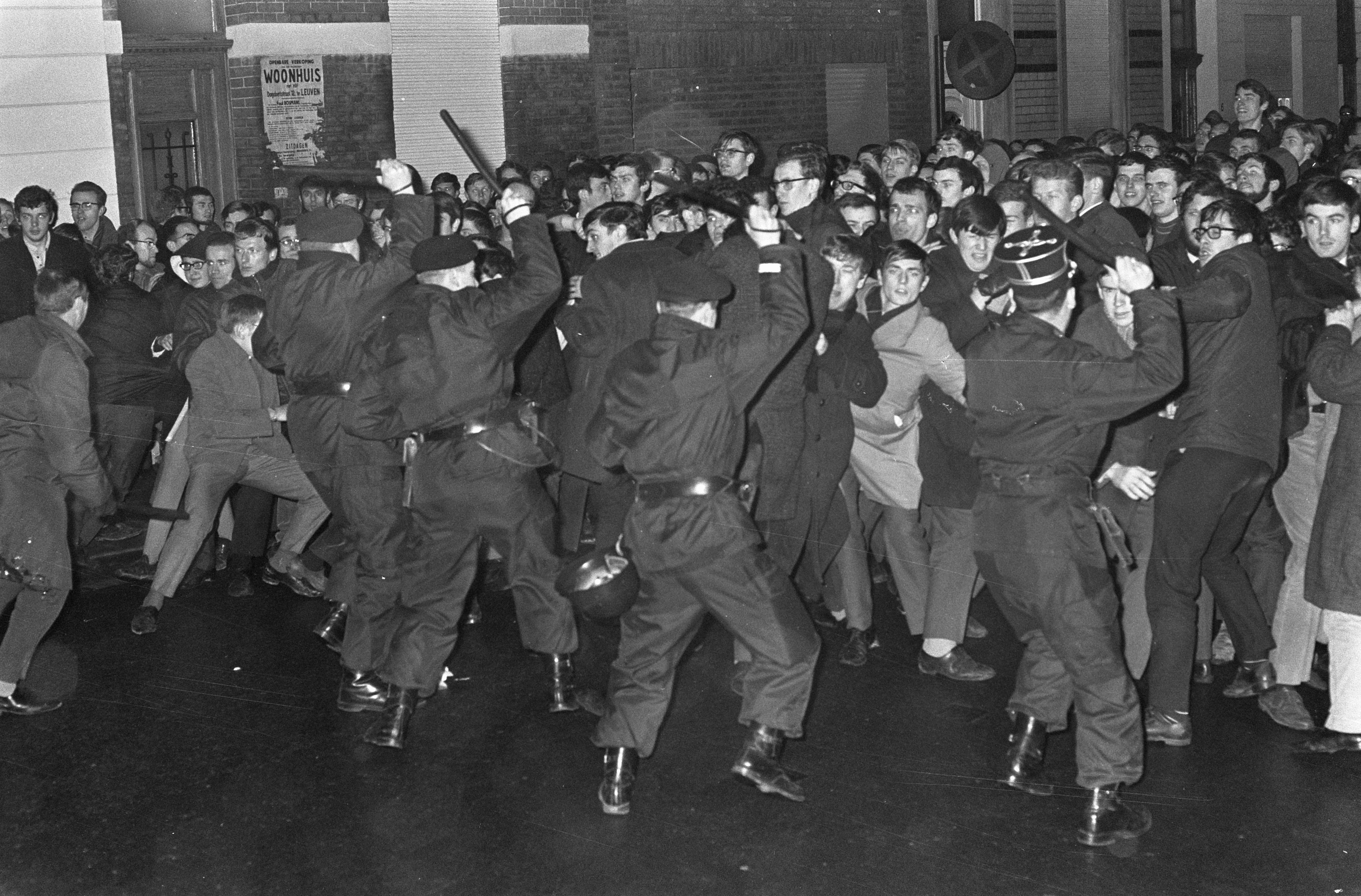
Grève des étudiants nationalistes flamands de Louvain. La foule est brutalement dispersée par les forces de l'ordre devant la prison (18 janvier 1968).

L'affaire de Louvain, souvent appelée par les Belges francophones le Walen buiten (en néerlandais « les Wallons dehors ») et par les Flamands Leuven Vlaams (« Louvain flamande »), est une crise politique qui a secoué la Belgique entre le 5 novembre 1967 et le 31 mars 1968. Elle traduit une volonté des nationalistes flamands de « flamandiser » l'université catholique de Louvain, située dans la partie néerlandophone de la province de Brabant.

## Contexte
Depuis longtemps, les nationalistes flamands exigeaient la fermeture de la section francophone de l'université catholique de Louvain, située dans la partie néerlandophone de la province de Brabant. Le contexte des années 1960 et de ses crises linguistiques à répétition et surtout la consécration du principe d'unilinguisme régional par les lois linguistiques Gilson de 1962 rendirent plus pressantes les exigences nationalistes flamandes. Ces revendications se heurtaient à un refus catégorique du pouvoir organisateur de l'université, les évêques de Belgique, de scinder la plus grande université belge en deux universités autonomes. Dans ce contexte, même le dédoublement des cours, le bilinguisme administratif et le nombre croissant de professeurs néerlandophones ne suffisaient pas à satisfaire les exigences des nationalistes, qui continuaient à percevoir Louvain comme « une université francophone en territoire flamand ».

## Éclatement de la crise
La question s'imposa à l'agenda politique le 5 novembre 1967, quand trente mille personnes, dont vingt-sept parlementaires du PSC-CVP, défilèrent dans les rues d'Anvers pour exiger le départ des étudiants francophones de Louvain, au nom du droit du sol et de l'unilinguisme régional. Les motivations pour chasser les francophones n'étaient pas qu'idéologiques, mais aussi pratiques : la démocratisation de l'enseignement universitaire et la conséquente rapide multiplication du nombre d'étudiants rendaient la cohabitation difficile dans la petite ville brabançonne.
Après la manifestation d'Anvers, les étudiants nationalistes flamands de Louvain défilèrent régulièrement dans les rues de la ville, en scandant des slogans hostiles aux francophones, dont le célèbre « Walen buiten ». Des francophones répliquent par la dérision en allant se mettre en cortège à Houte-Si-Plou et en créant l'université de Houte-Si-Plou.
Le gouvernement de Paul Vanden Boeynants (PSC) laissa au pouvoir organisateur de l'université le soin de trouver un compromis à cette affaire. Pourtant, cela semblait de plus en plus difficile. Ainsi, le 2 février 1968, Monseigneur De Smedt, évêque de Bruges, revint sur ses positions du 13 mai 1966, en avouant à Courtrai, devant une assemblée de membres du Boerenbond, qu'il s'était « grossièrement trompé » lorsqu'il avait préconisé le maintien de l'unité de l'université.
Le 6 février, l'intervention d'un député flamand du PSC, Jan Verroken, à la Chambre prouva la profonde division qui régnait au sein de la famille sociale-chrétienne. Le premier ministre d'alors, Paul Vanden Boeynants, un social-chrétien francophone, n'eut d'autre choix que de remettre sa démission au roi Baudouin le lendemain, de peur de se voir destitué par le Parlement.

## Conséquences
Pendant la campagne électorale qui s'ensuivit, le PSC et son pendant néerlandophone, le CVP, défendirent des programmes différents. C'en était ainsi fini du PSC unitaire. La famille sociale-chrétienne perdit dix sièges en Flandre et en Wallonie, mais en gagna deux à Bruxelles grâce à la popularité de Vanden Boeynants. Par contre, le FDF, le Rassemblement wallon et la Volksunie, trois partis défendant les intérêts de leurs communautés linguistiques contre les autres, gagnèrent respectivement deux, cinq et huit sièges.
Quant à la section francophone de l'UCL, elle dut quitter Louvain. Le 18 septembre 1968, un plan d'expansion en Wallonie de la section francophone fut approuvé par le pouvoir organisateur de l'UCL. Quelques semaines plus tard, un nouveau règlement organique rendait officielle la scission entre la Katholieke Universiteit Leuven (KUL) et l'Université catholique de Louvain (UCL), cette dernière devant s'établir progressivement à Ottignies dans la partie francophone de la province de Brabant (dans une ville nouvelle, Louvain-la-Neuve), ainsi qu'à Woluwe-Saint-Lambert pour la faculté de médecine.
Ce déménagement hâtif fit craindre pour la survie de l'institution. Cependant, le 20 octobre 1972, la première rentrée académique eut lieu à Louvain-la-Neuve, ville qui n'était encore alors qu'un chantier.

## Chronologie des événements
- 11 août 1962 : autonomie des deux régimes linguistiques à l'UCL.
- Juillet 1964 : en toute confidentialité, la section francophone commence les premières recherches de terrains dans la partie francophone de la province de Brabant. À ce stade il n'est nullement question de créer une ville nouvelle, ni de transférer toute la section francophone de l'UCL.
- 9 avril 1965 : en vertu de la loi sur l'expansion universitaire, l'UCL est autorisée à s'étendre à Woluwe-Saint-Lambert et dans le canton de Wavre.
- 13 mai 1966 : les évêques de Belgique rappellent leurs positions, en l'occurrence, la possibilité d'expansion, mais le maintien d'une université unitaire avec pour centre Louvain. Aussitôt des étudiants nationalistes entrent en grève : les cortèges anticléricaux vont se multiplier en Flandre.
- Septembre 1966 : premiers arrêtés d'expropriation à Ottignies pour 150 ha.
- 5 novembre 1967 : trente mille nationalistes flamands, dont vingt-sept parlementaires du PSC-CVP, défilent dans les rues d'Anvers pour exiger le départ des étudiants francophones de Louvain.
- 2 février 1968 : Mgr De Smedt, évêque de Bruges, revient sur ses positions du 13 mai 1966.
- 7 février 1968 : démission du gouvernement catholique-libéral Vanden Boeynants.
- 31 mars 1968 : élections législatives.
- 24 juin 1968 : déclaration gouvernementale « imposant à la Section française de l'Université l'implantation d'unités pédagogiques entières dans des sites nouveaux choisis par elle et dans le cadre d'une programmation établie par elle, dans la mesure où les moyens financiers sont assurés et garantis ».
- 11 septembre 1968 : les francophones de l'UCL n'ayant jamais demandé leur transfert, le Conseil académique de l'UCL réaffirme leur droit de continuer à fonctionner, là où ils se trouvent, exige les moyens financiers indispensables à ce déménagement et précise bien que ce transfert s'accompagnera de la création d'un nouveau centre urbain. La dénomination « Louvain-la-Neuve » apparaît quelques semaines plus tard.
- 18 septembre 1968 : approbation du plan de transfert pour la section francophone. Les semaines suivantes, un nouveau règlement organique rend officielle la scission entre l'Université catholique de Louvain et la Katholieke Universiteit Leuven.
- 2 février 1971 : pose de la première pierre à Louvain-la-Neuve, en présence du roi Baudouin Ier.
- 1972 : le Parti social-chrétien unitaire est scindé en Parti social chrétien et Christelijke Volkspartij[3].